# Kolmipohja
Kolmipohja är en sjö i kommunen S:t Michel i landskapet Södra Savolax i Finland. Sjön ligger 125,2 meter över havet. Arean är 1,2 kvadratkilometer och strandlinjen är 10,72 kilometer lång. Sjön  ingår i Kymmene älvs huvudavrinningsområde.   Den ligger omkring 60 kilometer norr om S:t Michel och omkring 240 kilometer norr om Helsingfors. 